# Flem (Schmuér)
Der Flem ist ein rund 16 Kilometer langer rechter Nebenfluss des Schmuérs im Schweizer Kanton Graubünden. Er durchfliesst das in der Gemeinde Breil/Brigels gelegene Val Frisal in der Region Surselva.
Er ist nicht zu verwechseln mit dem Flem, der bei Flims in den Vorderrhein mündet.

## Geographie

### Verlauf
Der Flem entspringt einem Firn am Nordhang des Crap Grond, einer Bergspitze der Brigelser Hörner, auf etwa 2545 m ü. M. Er fliesst anfangs nach Nordosten durch frische Schotterflächen, teilweise unterirdisch, und nimmt dabei von links den Abfluss des Glatscher da Frisal auf. Nach etwa 2,5 Kilometern erreicht er auf 1949 m ü. M. bei Stavel da Nuorsas die Talsohle des Val Frisal. 

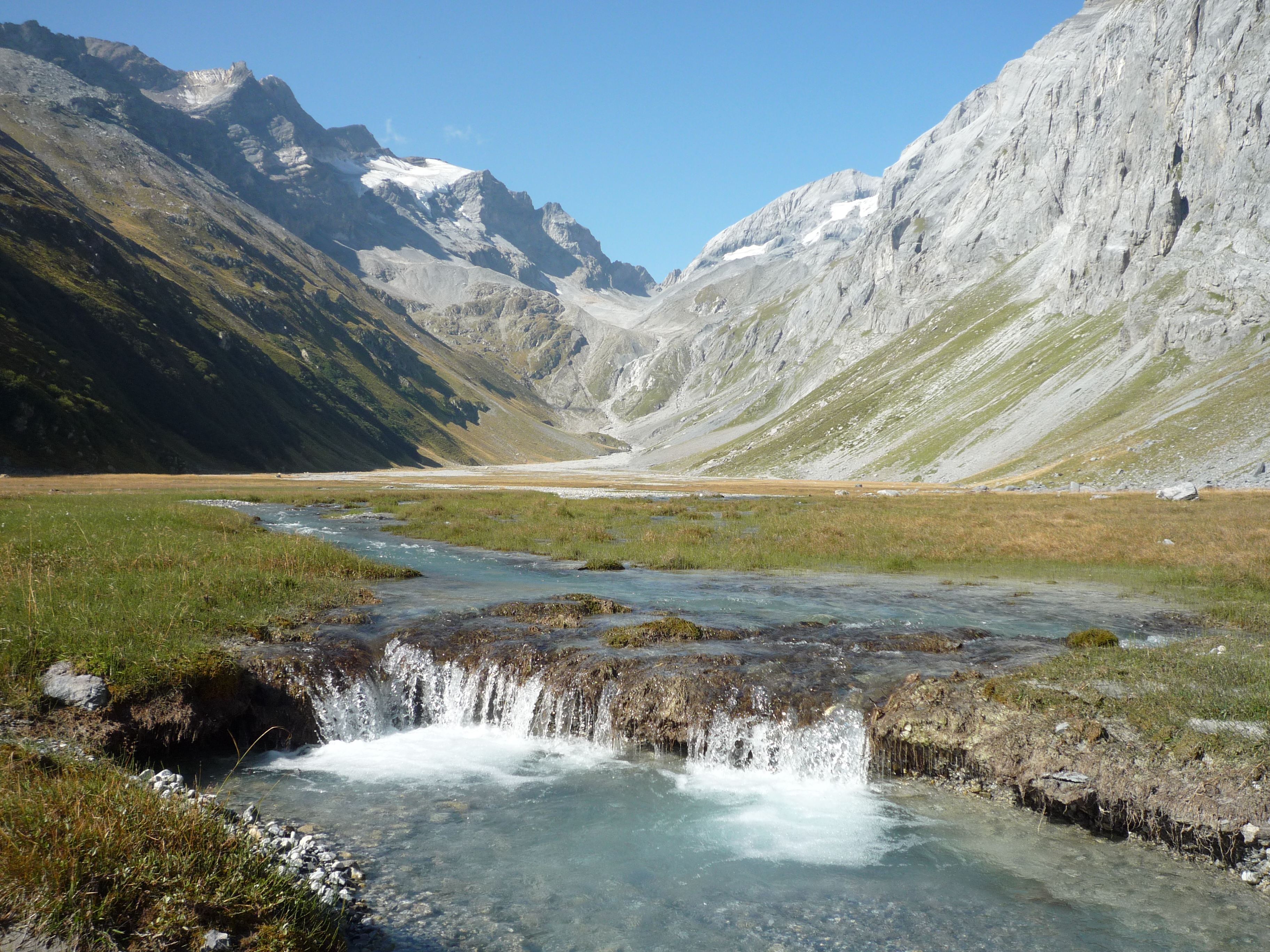
Im Val Frisal mit dem Quellgebiet im Hintergrund links

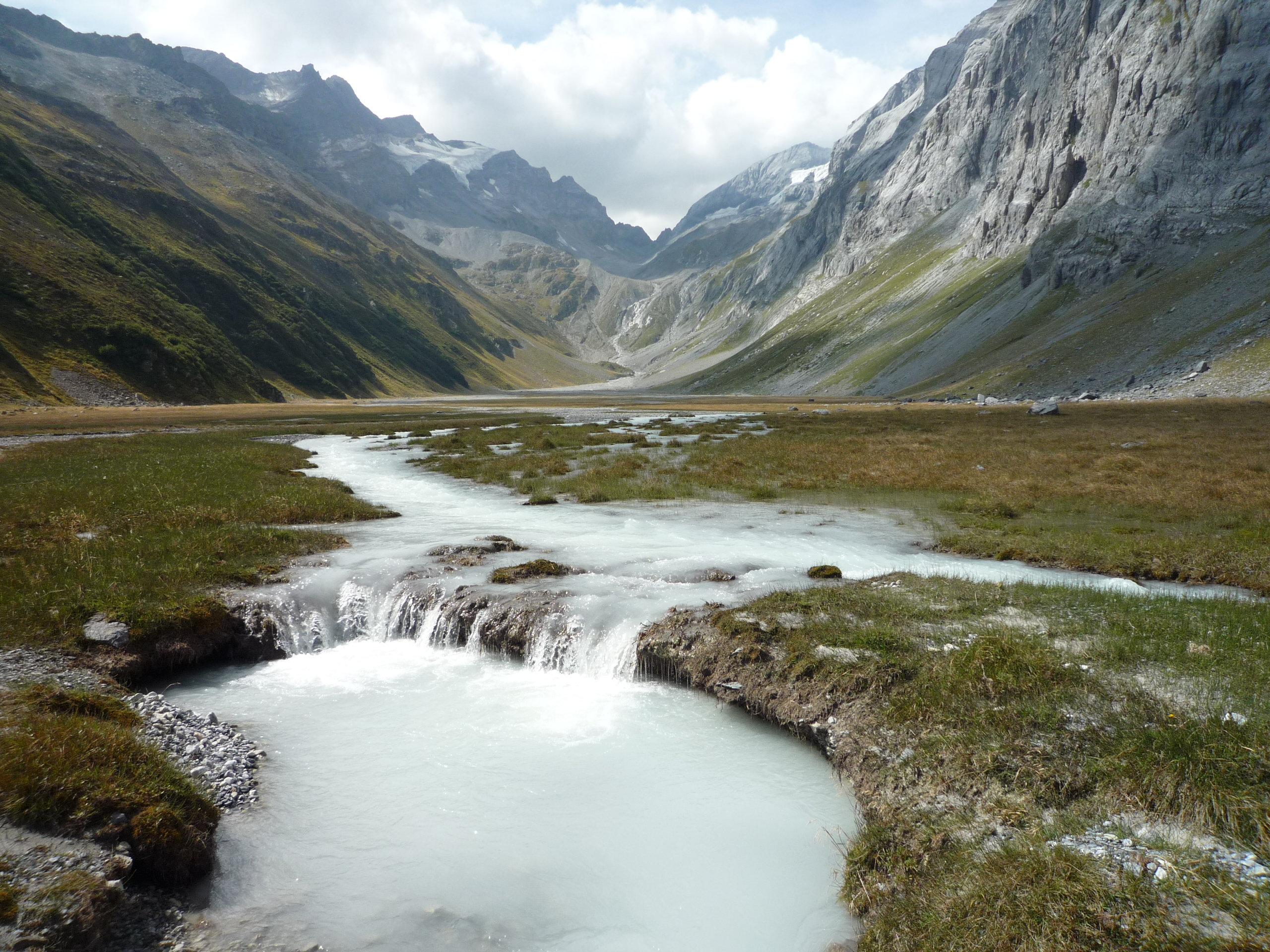
Das zuvor versickernde anschwellende Gletscherschmelzwasser erreicht Nachmittags den identischen Foto-Standort

Der Flem durchfliesst den Talboden in einer breiten Schwemmebene, welche die ganze Talsohle ausfüllt. Das 0,47 km² grosse Gebiet ist im Bundesinventar der Auengebiete von nationaler Bedeutung eingetragen. Der Ausgang des Tales ist durch eine Moräne verengt. Hier dehnt sich ein quellreiches Flachmoor aus, das im Bundesinventar der Flachmoore von nationaler Bedeutung eingetragen ist.
Bei Frisal unterhalb der Bergspitze Grep Cavigliauna verlässt er das Tal durch die Engstelle in mehreren Kaskaden, die er durch freilegen des oberen Teils der Quinten-Formation («Oberer Quintnerkalk») gebildet hat. Bei Sut Zanin, unterhalb des Piz d’Artgas, wendet er sich nach Südosten und bildet eine kleine Schlucht mit weiteren Kaskaden, wobei er von links einen an der Bifertenhütte entspringenden Bach sowie das Wasser aus dem Trutg Val aufnimmt. Er erreicht die relativ Flache Talstufe Paliu da Rubi mit gleichnamigem Flachmoor. Nach kurzem, flachen Lauf stürzt der Flem zwischen Alp Rubi Sut und Alp Nova in einer etwa 550 Meter langer Kaskade fast 100 Meter tief in ein enges Kerbtal. Am linken Ufer dehnen sich nun mehrere Alpweiden aus, während rechtsufrig meist Wald den Fluss begleitet. Es folgen weiter Kaskaden vorbei an der Alp da Stiarls bis zur Einmündung in das Staubecken Lag da Breil (Brigelser See) nach passieren der ehemaligen Mühle Cass Mulin am Nordrand des Dorfes Breil/Brigels. Eine parallel zum Vorderrhein verlaufende Moräne verhindert den Abfluss in eben diesen. So wendet sich der Flem nach Nordosten und gräbt sich dabei tief in den bewaldeten Hang der Moräne ein, wobei er ein kleines Tobel gebildet hat. Im mittleren Abschnitt des Tobels hat er durch Erosion Illanzer Verrucano freigelegt. 
Dieses Tobel flacht bei Darums an der linksseitigen Einmündung des Ual da Foppas wieder ab. In seiner Mulde passiert er das rechtsufrig auf einem schmalen Grat gelegene Waltensburg/Vuorz. Gleich danach bildet er eine kurze, dicht bewaldete Schlucht, die sich unterhalb der Burg Grünenfels an der Einmündung des Ual da Ladral ein wenig öffnet. Hier stösst der Fluss erneut auf Verrucanogestein. Nach weiteren rund 700 Metern mündet der Flem schliesslich auf 863 m ü. M. von rechts in den Unterlauf des kürzeren und wasserärmeren Schmuér, der nur wenig später bei Rueun in den Vorderrhein mündet.

### Einzugsgebiet
Das Einzugsgebiet des Flems erstreckt sich über eine Fläche von 52,35 Quadratkilometer. Es besteht aus 42 % unproduktiver Fläche, 41,8 % landwirtschaftlicher Fläche, 14,5 % bestockte Fläche sowie 1,7 % Siedlungsfläche. Der höchste Punkt liegt auf 3402 m ü. M. am Osthang des Bifertenstocks, die durchschnittliche Höhe beträgt 2055,5 m ü. M.
Im Norden liegt das Einzugsgebiet der Linth und im Westen das der Ferrera.
Flächenverteilung

## Hydrologie

### Hydrologischer Hauptstrang
Direkter Vergleich zwischen Flem und Schmuér am Zusammenfluss:
| Name    | Länge [in km] | EZG [in km²] | MQ [in m³/s] |
| ------- | ------------- | ------------ | ------------ |
| Flem    | 15,8          | 52,35        | 2,23         |
| Schmuér | 10,1          | 40,85        | 1,75         |

Der längere Flem hat auch das grössere Einzugssystem und ist wasserreicher. Er ist somit der hydrologische Hauptstrang des Flusssystems Schmuér. Die Gesamtlänge des Strangs Schmuér-Flem beträgt 17,8 km.

### Abflussdaten
An der Mündung des Flems beträgt seine modellierte mittlere Abflussmenge (MQ) 2,23 m³/s. Sein Abflussregimetyp ist nivo-glaciaire und seine Abflussvariabilität beträgt 17.